# Завіркино (Трофимовське сільське поселення)
Заві́ркино (рос. Заверкино) — присілок у складі Кічменгсько-Городецького району Вологодської області, Росія. Входить до складу Городецького сільського поселення.

## Населення
Населення — 4 особи (2010; 7 у 2002).
Національний склад (станом на 2002 рік):
- росіяни — 100 %